# Gulnäbbad kardinaltangara
Gulnäbbad kardinaltangara (Paroaria capitata) är en fågel i familjen tangaror inom ordningen tättingar.

## Utseende och läte
Gulnäbbad kardinaltangara är en slank finkliknande tätting. Den har grå rygg, vitt på bröstet och i ett halsband samt ett lysande rött huvud. Ungfågeln liknar den adulta, men är brun istället för röd. Arten är lik rödtofsad kardinaltangara, men saknar huvudtofs. Sången återges i engelsk litteratur som ett repetativt "chew-wee-chew" medan lätet beskrivs som ett nasalt "wee".

## Utbredning och systematik
Gulnäbbad kardinaltangara behandlas antingen som monotypisk eller delas in i två underarter med följande utbredning:
- P. c. capitata – förekommer från sydvästra Brasilien (Mato Grosso) till Paraguay och norra Argentina
- P. c. fuscipes – förekommer i sydöstra Bolivia (Fortin Campero-regionen i Tarija)

Den är även införd till och har etablerat frilevande populationer i Hawaiiöarna.

### Familjetillhörighet
Länge placerades släktet Paroaria i familjen Emberizidae, men DNA-studier visar att de tillhör tangarorna i Thraupidae, närmast släkt med diademtangara (Stephanophorus diadematus), skattangara (Cissopis leverianus) och släktet Schistochlamys.

## Levnadssätt
Gulnäbbad kardinaltangara hittas i vattennära miljöer som skogsträsk, översvämmade fält, flodnära buskmarker och skog samt beskogade sjöstränder. Den är relativt tolerant för störningar från människan och kan därför hittas i vattennära byar och städer. Arten födosöker på marken i par eller flockar.

## Status
Arten har ett stort utbredningsområde och beståndet anses stabilt. Internationella naturvårdsunionen IUCN listar den därför som livskraftig (LC).